# Romolo Marcellini
Pour les articles homonymes, voir Marcellini.
Romolo Marcellini (né le 6 octobre 1910 à Montecosaro, dans la province de Macerata, dans la région des Marches et mort le 3 juin 1999  à Civitanova Marche) est un réalisateur, scénariste et producteur de cinéma italien, connu pour la réalisation de nombreux films documentaires.

## Biographie
Après un diplôme en économie, Romolo Marcellini commence à travailler en tant que journaliste et à s'intéresser au cinéma après avoir écrit le scénario du film Stadio (it) (1934) de Carlo Campogalliani.
Il se rend en Afrique où il devient assistant-réalisateur pour le film Scipion l'Africain (1937) de Carmine Gallone et tourne lui-même Sentinelle di bronzo (it), son premier film en tant que réalisateur. Lors de la guerre civile espagnole, il réalise, entre 1937 et 1942 plusieurs films documentaires produits par la Luce (la société de production du cinéma de propagande fasciste) à la gloire des volontaires fascistes italiens venus en Espagne pour soutenir les Franquistes contre le gouvernement républicain espagnol.
Parmi les nombreux documentaires qu'il a réalisés au cours de sa longue carrière, il en est un qui retient particulièrement l'attention : La grande Olimpiade, tourné lors des Jeux olympiques qui se sont déroulés à Rome en 1960, avec lequel il a remporté le Prix d'or au Festival international du film de Moscou en 1961 et a été nommé pour l'Oscar du meilleur film documentaire en 1962.

## Filmographie partielle

### Comme réalisateur
- 1937 : Sentinelles de bronze (it) (Sentinelle di bronzo)
- 1937 : Arriba Espana (documentaire)
- 1938 : Espana, una, grande, libre (documentaire)
- 1938 : Los novios de la muerte (documentaire)
- 1939 : Grano fra due battaglie (documentaire)
- 1939 : Piloti e fanti nel deserto (documentaire)
- 1939 : Tombe dei Papi (documentaire)
- 1939 : Giotto e il suo tempo (documentaire)
- 1939 : Gli italiani e l'industria (documentaire)
- 1939 : La conquista dell'aria (it)
- 1940 : I pirati del golfo
- 1940 : L'Homme de la Légion (it) (L'uomo della legione)
- 1942 : M.A.S. (it)
- 1942 : Pastor Angelicus (documentaire)
- 1943 : Inviati speciali (it)
- 1948 : Israele a Roma (documentaire)
- 1948 : Scalo a Genova (documentaire)
- 1948 : Guerre à la guerre (Guerra alla guerra)
- 1951 : Cinque mamme e una culla
- 1951 : L'Inconnue des cinq cités (segment Rome, Passaporto per l'oriente)
- 1952 : Meglio di ieri (en) (documentaire)
- 1953 : L'Italia e il mondo (documentaire)
- 1953 : Dieci anni della nostra vita (film de montage)
- 1955 : Le Trésor de Rommel (en) (Il tesoro di Rommel)
- 1956 : Adventure in Capri (documentaire)
- 1957 : Les Fiancés de la mort (I fidanzati della morte)
- 1959 : Femmes du bout du monde (Le orientali)
- 1961 : La Grande Olympiade (La grande Olimpiade) (documentaire)
- 1963 : Tabou (it) (I tabù) (documentaire)
- 1963 : À l'est du nouveau (Russia sotto inchiesta) (documentaire)
- 1963 : Racconto dei cinque cerchi
- 1965 : I tabù 2 - I miti del mondo (it) (documentaire)
- 1969 : Nell'anno della luna
- 2000 : Le colonie

### Comme assistant-réalisateur
- 1937 : Scipion l'Africain de Carmine Gallone

### Comme scénariste
- 1934 : Stadio (it) de Carlo Campogalliani
- 1937 : Sentinelles de bronze (it) (Sentinelle di bronzo)
- 1939 : Grano fra due battaglie (documentaire)
- 1940 : I pirati del golfo
- 1940 : L'Homme de la Légion (it) (L'uomo della legione)
- 1942 : Pastor Angelicus (documentaire)
- 1943 : Inviati speciali (it)
- 1953 : L'Italia e il mondo (documentaire)
- 1955 : Le Trésor de Rommel (en) (Il tesoro di Rommel)
- 1959 : Femmes du bout du monde (Le orientali)
- 1961 : La Grande Olympiade (La grande Olimpiade) (documentaire)
- 1963 : Tabou (it) (I tabù) (documentaire)
- 1964 : Dernier avion pour Baalbeck (F.B.I. operazione Baalbeck) de Marcello Giannini (it)
- 1969 : Nell'anno della luna

### Comme producteur
- 1945 : Vivere ancora de Nino Giannini et Leo Longanesi
- 1969 : Nell'anno della luna de Romolo Marcellini